# Hrafnkell Birgisson
Hrafnkell Birgisson (1969) è un designer islandese.

## Formazione
Il designer si è formato tra la Scuola d'Arte di Reykjavík, l'Istituto islandese di Arte e Artigianato e il Politecnico Hafnarfjordur, tra il 1991 e il 1994. Successivamente nel 1995 è andato a studiare design del prodotto alla Hochschule der Bildenden Kunste di Saarbrücken, in Germania.

## Attività
Si occupa di progettazione grafica, furniture design, design del prodotto e design degli interni..
Ha vinto numerosi premi come il Derag Design Award nel 1997.

## Contributo e opere
Tra la sua eclettica produzione ci sono da ricordare l'hotel-guscio Sleep & Go, il progetto più importante legato al concetto di stili di vita alternativi, nomadi e che prevedono architettura a basso costo, l'unità sedile-custodia Homobile, un progetto multifunzionale, e gli eccentrici bicchieri da tè Habolli..